# San Mamés (métro de Bilbao)
Une proposition de fusion est en cours entre San Mamés (métro de Bilbao) et Gare de San Mamés.
San Mamés est une station de la section commune à la ligne 1 et la ligne 2 du métro de Bilbao. Elle est située quartier Deusto, sur le territoire du premier district de Bilbao, dans la province de Biscaye, communauté autonome du Pays Basque, en Espagne.
La station est en correspondance avec la gare de San Mamés, desservie par les lignes C1 et C2, avec laquelle elle partage un accès extérieur et dispose d'une liaison souterraine piétonnière, et avec des stations de la ligne A du tramway et une gare routière. Elle dessert notamment le stade San Mamés de l'Athletic Club.

## Situation sur le réseau
Établie en souterrain, la station San Mamés est une station de la section commune à la ligne 1 et la ligne 2. Elle est située entre : la station Deusto , en direction des terminus ouest et nord-ouest Plentzia (L1) et Kabiezes (L2), et la station Indautxu, en direction des terminus sud-est Etxebarri (L1) et Basauri (L2).

Plan du métro de Bilbao.

## Histoire
La station San Mamés est mise en service le 11 novembre 1995, lors de l'ouverture à l'exploitation de la première section de la ligne 1, entre Plentzia et Casco Viejo. La station souterraine est créée sous l'avenue Sabino Arana, à proximité du stade et la gare routière Termibus.
En 2004, la station est reliée par un souterrain à la gare du réseau de trains de banlieue, créée en 2000, et a un nouvel accès commun avec la gare et situé à proximité d'un arrêt de tramway. En 2017, débute le chantier de construction d'une gare routière souterraine ce qui impose la fermeture de l'accès ouvert en 2004. Il est rouvert en 2019 lors de la mise en service de la nouvelle principale gare routière de Bilbao.

## Services aux voyageurs

### Accès et accueil
La station dispose de deux accès : un accès direct au 17, avenue Sabino et un accès commun avec la gare rue Luis Briñas relié par une liaison piétonne souterraine avec la station du métro.

### Desserte
San Mamés est desservie par des rames des lignes 1 et 2 du métro.

installations et desserte
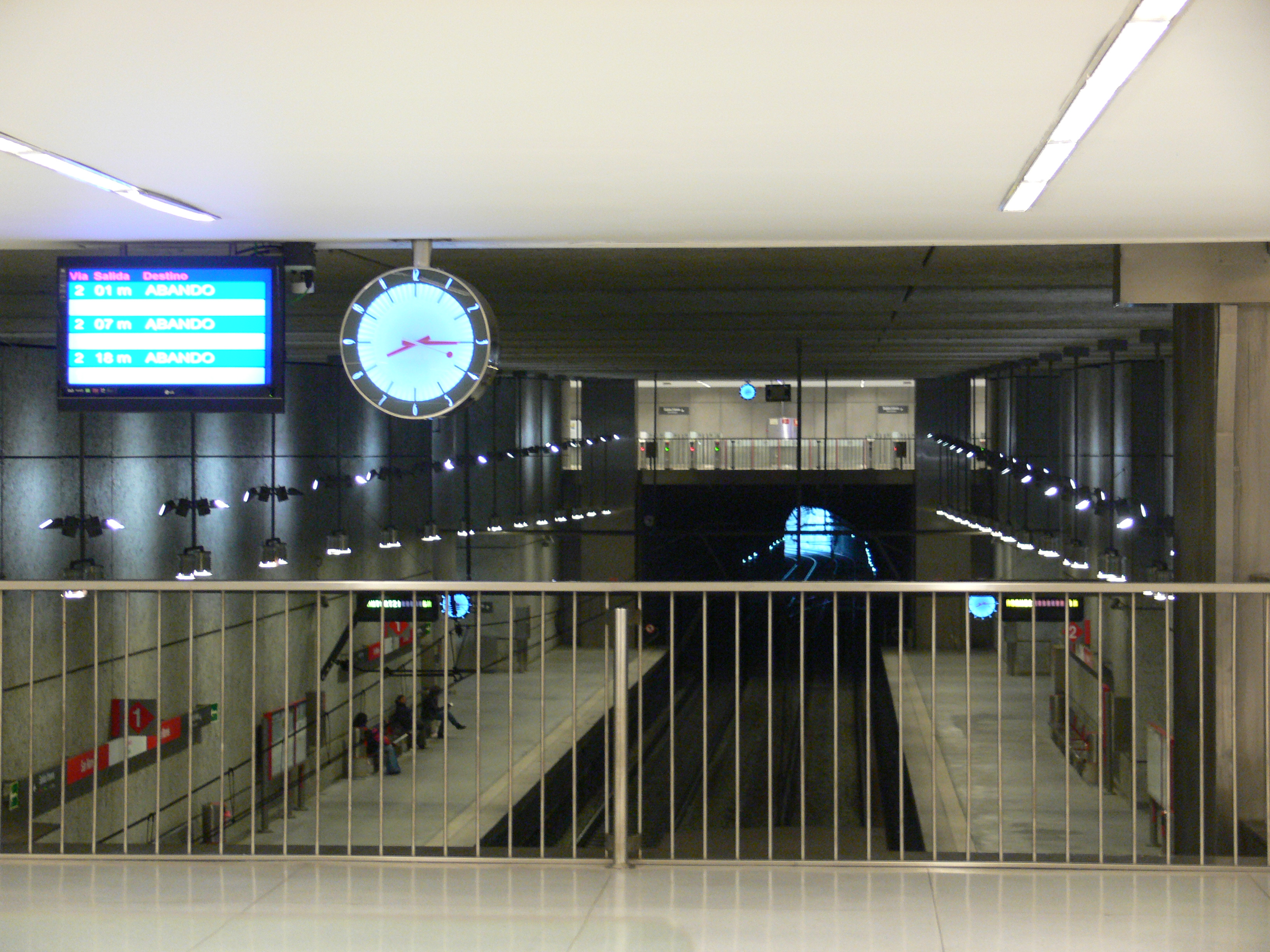
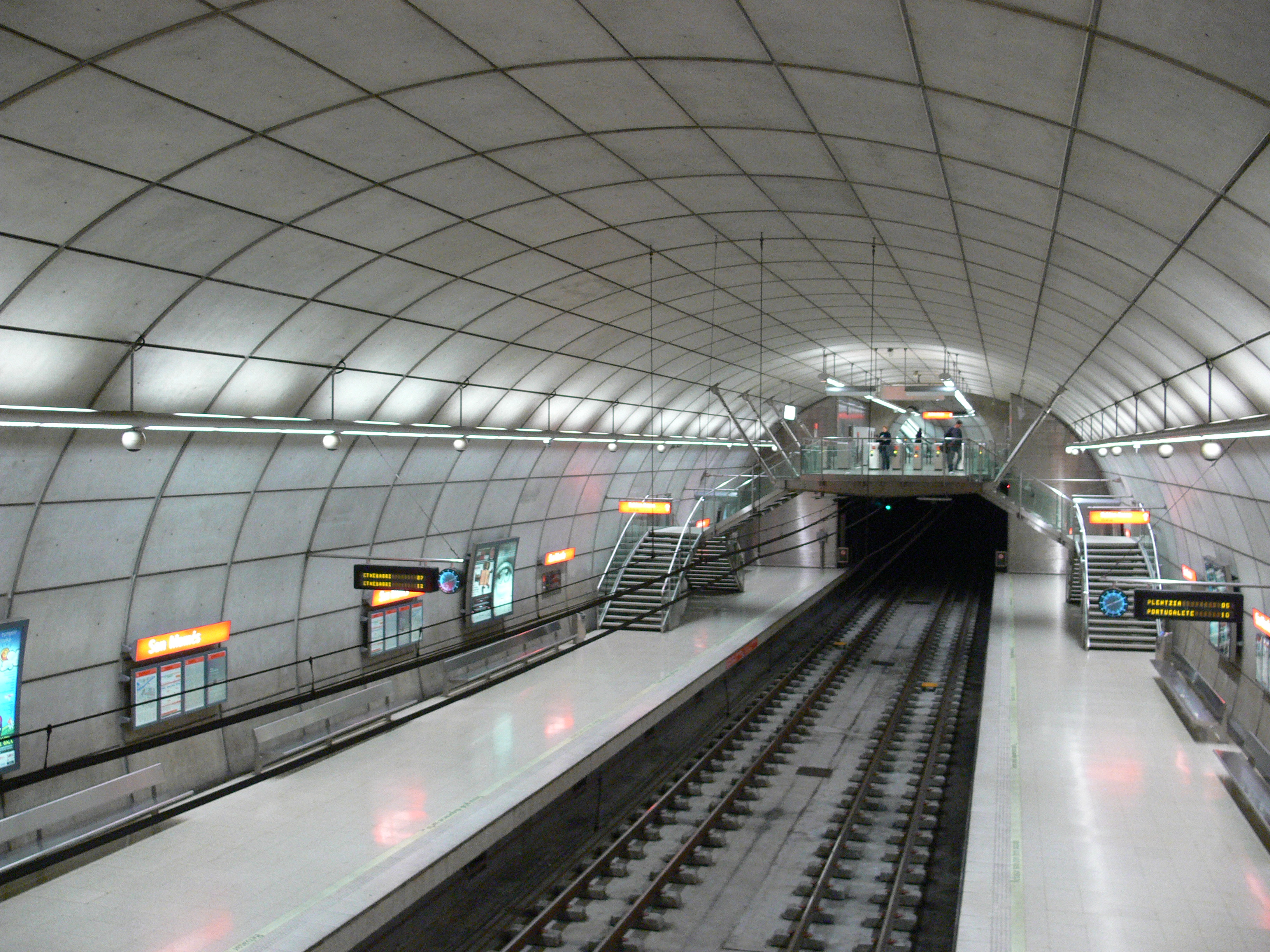
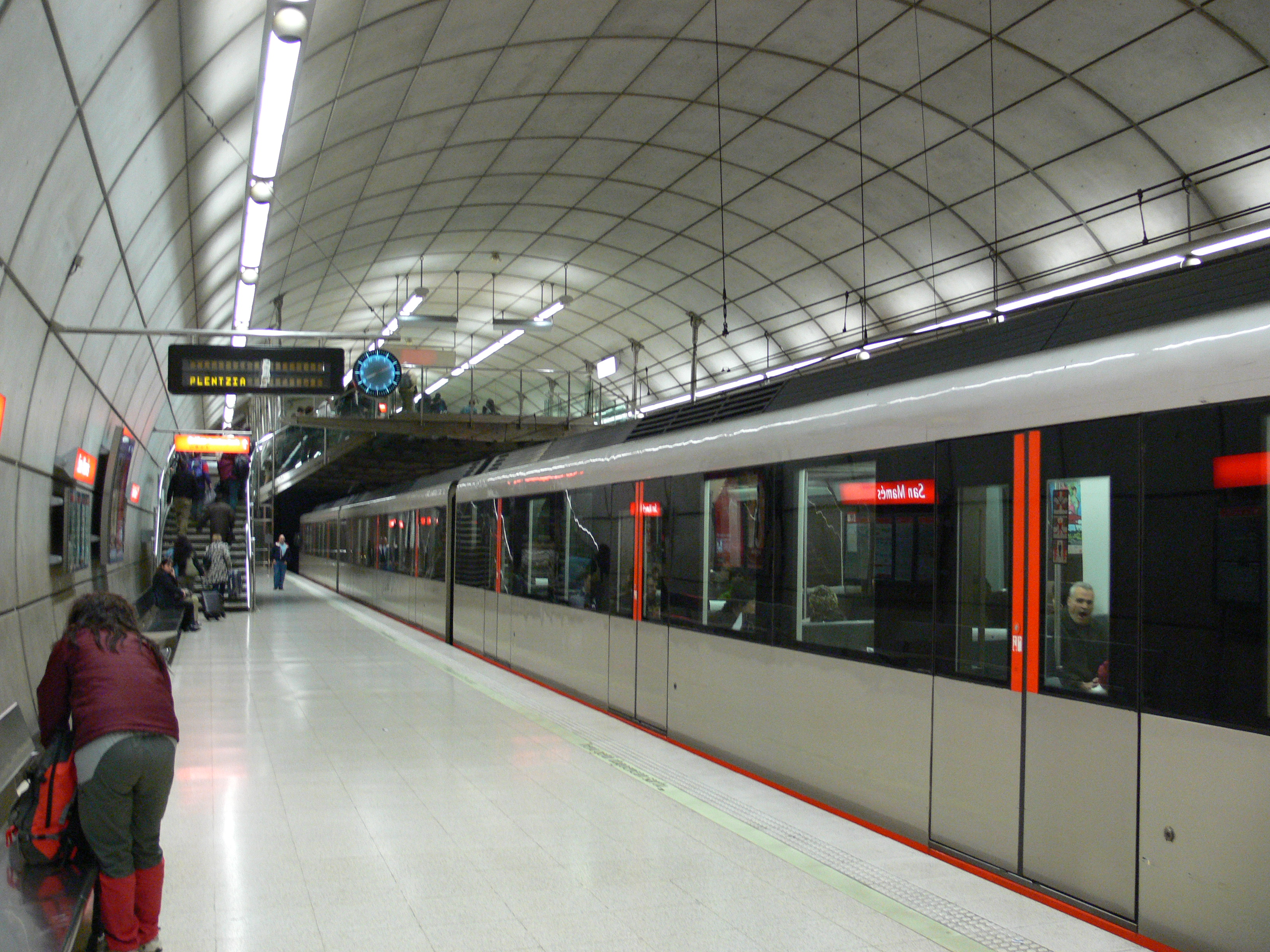

### Intermodalité
La station est en lien avec un ensemble multimodale qui comprend la gare de San Mamés, desservie par les trains de banlieue des lignes C1 et C2, une station de la ligne A du tramway de Bilbao et le terminal des autobus de Bilbao appelé Bilbao Intermodal